# Лоте Тукири
Лоте Тукири (енгл. Lote Tuqiri; 23. септембар 1979) бивши је аустралијски рагбиста, који је играо обе верзије рагбија на високом нивоу. Родио се на Фиџију где је рагби национални спорт, има две сестре и једног брата. Када је напунио 15 година, са фамилијом је емигрирао у Аустралију. Професионално је играо рагби 13 за Бризбејн бронкосе, Вестс тајгерсе и Саут Сиднеј. Играо је за рагби 13 репрезентацију Фиџија и за рагби 13 репрезентацију Аустралије. Предводио је као капитен Фиџи на светском првенству у рагби лиги 2000. Фантастичним играма у НРЛ-у, привукао је пажњу аустралијског рагби савеза. 2003, је прешао на рагби 15 и потписао за Воратасе. Исте године већ у јуну дебитовао је за Валабисе у тест мечу против Ирске, па је тада постао 43., аустралијски рагбиста који је бранио боје Аустралије и у рагбију 13 и у рагбију 15. На светском првенству 2003, постигао је есеје у утакмицама групне фазе против Намибије и Румуније и есеј у финалу против Енглеске, када је искористио висинску предност у дуелу са Робинсоном. За Воратасе је постигао 29 есеја у 89 утакмица у супер рагбију. У фебруару 2010, вратио се на рагби 13. Потписао је трогодишњи уговор са Вестс тајгерсима и већ у првом мечу дао есеј, при првом контакту са лоптом. За рагби 13 репрезентацију Аустралије постигао је 5 есеја у 9 тест мечева. Освојио је НРЛ у два наврата. За рагби 15 репрезентацију Аустралије постигао је 30 есеја у 67 тест мечева. Његова примарна позиција је била крило, а секундарна центар.